# Phareae
Phareae é uma tribo da subfamília Pharoideae.

## Gêneros
Leptaspis, Pharus, Scrotochloa, Suddia